# Troszyn (gemeente)
De gemeente Troszyn is een landgemeente in het Poolse woiwodschap Mazovië, in powiat Ostrołęcki.
De zetel van de gemeente is in Troszyn.
Op 30 juni 2004 telde de gemeente 4895 inwoners.

## Oppervlakte gegevens
In 2002 bedroeg de totale oppervlakte van gemeente Troszyn 156,31 km², waarvan:
- agrarisch gebied: 76%
- bossen: 15%

De gemeente beslaat 7,45% van de totale oppervlakte van de powiat.

## Demografie
Stand op 30 juni 2004:
| Omschrijving                   | Totaal | Totaal | Vrouwen | Vrouwen | Mannen | Mannen |
| ------------------------------ | ------ | ------ | ------- | ------- | ------ | ------ |
| eenheid                        | aantal | %      | aantal  | %       | aantal | %      |
| inwoners                       | 4895   | 100    | 2443    | 49,9    | 2452   | 50,1   |
| bevolkingsdichtheid (inw./km²) | 31,3   | 31,3   | 15,6    | 15,6    | 15,7   | 15,7   |

In 2002 bedroeg het gemiddelde inkomen per inwoner 1372,01 zł.

## Administratieve plaatsen (sołectwo)
Borowce, Budne, Choromany, Chrostowo, Dąbek, Dzbenin, Grucele, Stare Janki-Rabędy, Janochy, Kamionowo, Kleczkowo, Kurpie Dworskie, Kurpie Szlacheckie, Łątczyn (2 dorpen: Łątczyn Szlachecki en Łątczyn Włościański), Mieczki-Abramy, Mieczki-Poziemaki, Mieczki-Ziemaki, Milewo-Łosie, Milewo-Tosie, Milewo Wielkie, Ojcewo, Opęchowo, Puchały, Radgoszcz-Aleksandrowo, Repki, Rostki, Sawały, Siemiątkowo, Troszyn, Trzaski, Wysocarz, Zamość, Zapieczne, Zawady, Żmijówek (2 miejscowości: Żmijówek Włościański en Żmijówek-Mans), Żyźniewo.

## Overige plaatsen
Chrzczony, Żmijewo-Zagroby.

## Aangrenzende gemeenten
Czerwin, Miastkowo, Rzekuń, Śniadowo